# Mantova Sportiva 1941-1942
Questa pagina raccoglie le informazioni riguardanti la Mantova Sportiva nelle competizioni ufficiali della stagione 1941-1942.

## Stagione
Il Mantova disputa un ottimo campionato di Serie C.

## Rosa
| N. |                   | Ruolo | Calciatore         |
| -- | ----------------- | ----- | ------------------ |
|    | Italia (bandiera) | A     | Enzo Artioli       |
|    | Italia (bandiera) | C     | Antonio Bonesini   |
|    | Italia (bandiera) | C     | Fausto Denti       |
|    | Italia (bandiera) | D     | Giovanni Faccioli  |
|    | Italia (bandiera) | C     | Giancarlo Forlani  |
|    | Italia (bandiera) | A     | Ermanno Frattini   |
|    | Italia (bandiera) | C     | Alido Grisanti     |
|    | Italia (bandiera) | D     | Amedeo Grossi      |
|    | Italia (bandiera) | C     | Alfredo Lui        |
|    | Italia (bandiera) | A     | Walter Mantovani   |
|    | Italia (bandiera) | C     | Giuseppe Marmiroli |
|    | Italia (bandiera) | A     | F. Mariotti        |

| N. |                   | Ruolo | Calciatore         |
| -- | ----------------- | ----- | ------------------ |
|    | Italia (bandiera) | D     | Maggiorino Mongero |
|    | Italia (bandiera) | C     | Napoleone Moretti  |
|    | Italia (bandiera) | C     | Pietro Menegazzi   |
|    | Italia (bandiera) | P     | Alberto Minari     |
|    | Italia (bandiera) | D     | Palmiro Olivieri   |
|    | Italia (bandiera) | A     | L. Orlandi         |
|    | Italia (bandiera) | C     | Eraldo Pezzini     |
|    | Italia (bandiera) | C     | B. Talenti         |
|    | Italia (bandiera) | P     | Ennio Vaini        |
|    | Italia (bandiera) | A     | Eligio Vecchi      |
|    | Italia (bandiera) | A     | Iramo Vanz         |

## Risultati

### Serie C

#### Girone di andata
| Arbitro: | Mazza (Torre del Greco) |

|                     |           |  |
| Mantovani 38’, 70’. | Marcatori |  |

| Arbitro: | Ferrari (Vicenza) |

|                                                    |           |                            |
| Cadei 40’ (rig.) Giustacchini 50’ Zanotti 88’, 90’ | Marcatori | 65’ Mantovani 66’ Grisanti |

| Arbitro: | Buratti (Milano) |

|  |           |                            |
|  | Marcatori | 35’ Mantovani 63’ Mariotti |

| Arbitro: | Calvari (Milano) |

|                                                                    |           |            |
| Moretti 22’ Mantovani 32’, 56’, 60’, 66’ (rig.), rig’ Grisanti 49’ | Marcatori | 74’ Borghi |

| Arbitro: | Gorla (Lodi) |

|              |           |  |
| Frattini 57’ | Marcatori |  |

| Verona 30 novembre 1941 6ª giornata | Verona           | 0 – 0 | Mantova | Vecchio Bentegodi\| Arbitro: \| Guarda (Trieste) \| |
| Arbitro:                            | Guarda (Trieste) |       |         |                                                     |

| Arbitro: | Cazzamalli (Crema) |

|              |           |  |
| Mariotti 73’ | Marcatori |  |

| Arbitro: | Monti (Genova) |

|           |           |                  |
| Spada 45’ | Marcatori | 35’, 73’ Moretti |

| Arbitro: | Magnoni (Milano) |

|                                |           |  |
| Grisanti 51’, 83’ Mariotti 71’ | Marcatori |  |

| Arbitro: | Camiolo (Milano) |

|            |           |  |
| Degara 31’ | Marcatori |  |

| Arbitro: | Andreoni (Milano) |

|                                        |           |                     |
| Frattini 9’ Mariotti 11’ Marmiroli 78’ | Marcatori | 35’ (aut.) Olivieri |

| Arbitro: | Buratti (Milano) |

|                                     |           |                            |
| Moretti 23’ Pompei 49’ Bramanti 87’ | Marcatori | 38’ Mantovani 42’ Olivieri |

| Arbitro: | Matucci (Seregno) |

| |           |  |
| Marmiroli 10’, 79’ Grisanti 14’ Frattini 59’ Mariotti 68’, 81’ Mantovani 71’ (rig.) Dacquati 77’ (aut.) | Marcatori |  |

| Arbitro: | Buratti (Milano) |

|  |           |                     |
|  | Marcatori | Olivieri 20’ (aut.) |

| Sesto San Giovanni 8 febbraio 1942 15ª giornata | Falck             | 0 – 0 | Mantova | Stadio Breda\| Arbitro: \| Matucci (Seregno) \| |
| Arbitro:                                        | Matucci (Seregno) |       |         |                                                 |

#### Girone di ritorno
| Arbitro: | Cipriani (Milano) |

|                           |           |                                                                             |
| Signori 69’ Caldirola 80’ | Marcatori | 4’ Frattini 8’, 81’ Orlandi 22’, 24’, 54’, 46’, 83’ Mantovani 27’ Marmiroli |

| Arbitro: | Piglione (Reggio Emilia) |

|                     |           |  |
| Frattini 26’ (rig.) | Marcatori |  |

| Arbitro: | Tassini (Verona) |

|                     |           |                   |
| Frattini 65’ (rig.) | Marcatori | 7’ (rig.) Buratti |

| Arbitro: | Franzi (Vercelli) |

|                      |           |  |
| Borghi 9’ Acerbi 82’ | Marcatori |  |

| Arbitro: | Andreoni (Milano) |

|            |           |  |
| Pedrani 9’ | Marcatori |  |

| Arbitro: | Ferrari (Vicenza) |

|             |           |  |
| Orlandi 51’ | Marcatori |  |

| Arbitro: | Francini (Viareggio) |

|                        |           |                                      |
| Alberti 32’ Merlin 41’ | Marcatori | 49’ Artioli 55’ Frattini 77’ Orlandi |

| Arbitro: | Donati (Milano) |

|             |           |           |
| Forlani 28’ | Marcatori | 41’ Rocco |

| Milano 3 maggio 1942 24ª giornata | Alfa Romeo         | 0 – 0 | Mantova | Campo dell'Alfa Romeo\| Arbitro: \| Pensotti (Legnano) \| |
| Arbitro:                          | Pensotti (Legnano) |       |         |                                                           |

| Arbitro: | Andreoni (Milano) |

|               |           |            |
| Mantovani 84’ | Marcatori | 11’ Degara |

| Arbitro: | Nerozzi (Verona) |

|             |           |          |
| Maestri 19’ | Marcatori | 69’ Vanz |

| Arbitro: | Coletti (Treviso) |

|          |           |              |
| Vanz 32’ | Marcatori | 90’ Barsanti |

| Arbitro: | Di Pasquale (Arona) |

|               |           |                       |
| Battaglia 15’ | Marcatori | 54’ Frattini 67’ Vanz |

| Arbitro: | Marini (Monfalcone) |

|                 |           |              |
| Marmiroli I 62’ | Marcatori | 45’ Frattini |

| Arbitro: | Cazzamalli (Crema) |

|                     |           |                  |
| Frattini 15’ (rig.) | Marcatori | 66’ (rig.) Magni |

## Statistiche

### Statistiche di squadra
| Competizione | Punti | In casa | In casa | In casa | In casa | In casa | In casa | In trasferta | In trasferta | In trasferta | In trasferta | In trasferta | In trasferta | Totale | Totale | Totale | Totale | Totale | Totale | DR  |
| Competizione | Punti | G       | V       | N       | P       | Gf      | Gs      | G            | V            | N            | P            | Gf           | Gs           | G      | V      | N      | P      | Gf     | Gs     | DR  |
| ------------ | ----- | ------- | ------- | ------- | ------- | ------- | ------- | ------------ | ------------ | ------------ | ------------ | ------------ | ------------ | ------ | ------ | ------ | ------ | ------ | ------ | --- |
| Serie C      | ..    | ..      | ..      | .       | .       | ..      | ..      | ..           | .            | .            | .            | ..           | ..           | ..     | ..     | .      | .      | ..     | ..     | +.. |

### Statistiche dei giocatori
| Giocatore  | Serie C  | Serie C |
| Giocatore  | Presenze | Reti    |
| ---------- | -------- | ------- |
| [[.\|. .]] | 0        | 0       |
| [[.\|. .]] | 0        | 0       |
| [[.\|. .]] | 0        | 0       |
| [[.\|. .]] | 0        | 0       |